# Myrmidon d'Ihering
Myrmotherula iheringi
Pour les articles homonymes, voir Myrmidon et Ihering.
Espèce
Statut de conservation UICN

 LC  : Préoccupation mineure
Le Myrmidon d'Ihering est une espèce de passereaux vivant dans la forêt tropicale humide de Bolivie, du Brésil et du Pérou. Son nom commémore le zoologiste et paléontologue allemand Hermann von Ihering (1850-1930).